# Ian Ayre
Ian George Ayre né le 18 août 1929 à Brisbane et mort le 12 octobre 1991 dans la même ville, est un joueur australien de tennis.

## Palmarès
- Open d'Australie : Demi-finaliste en 1953